# Manduca bergi
Manduca bergi är en fjärilsart som beskrevs av Rothschild och Jordan 1903. Manduca bergi ingår i släktet Manduca och familjen svärmare. Inga underarter finns listade i Catalogue of Life.

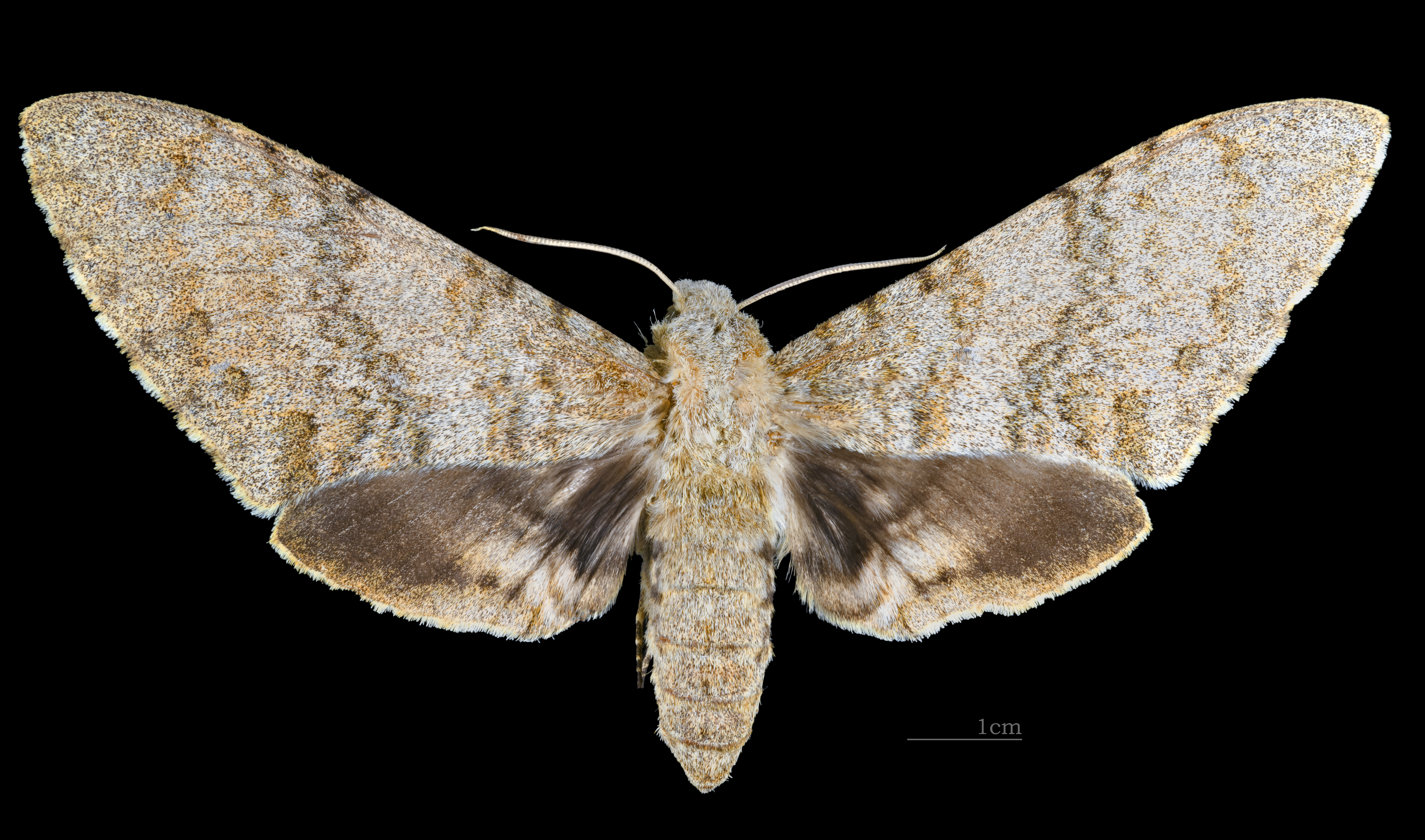
Manduca bergi ♀
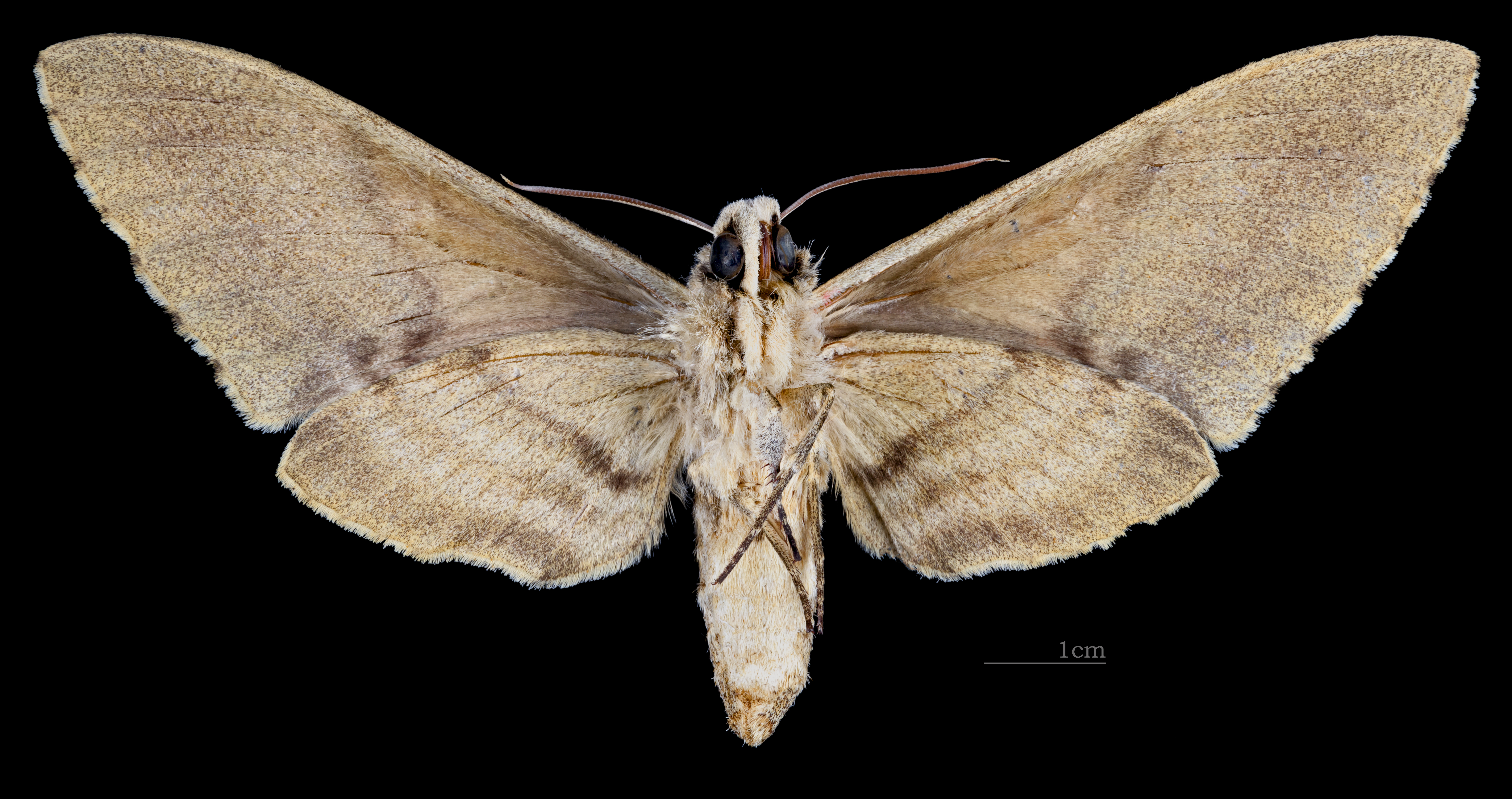
Manduca bergi  ♀ △